# Таємне голосування (фільм, 1980)
«Таємне голосування» (рос. «Тайное голосование») — радянський фільм-драма 1980 року, знятий за мотивами нарису Анатолія Стреляного «Троє в степу».

## Сюжет
Багато тривог звалилося відразу на голову колгоспу Лукаша: в господарстві не все гаразд, синові загрожує в'язниця, та ще у самого серце прихопило. Влада тимчасово переходить до його заступника, агронома Іванченко, але і його методи не всім в селі до вподоби. Повернувшись, Лукаш починає чудити, та так, що й обласне начальство подумувало зняти його з посади. Намічені вибори нового голови — таємне голосування…

## У ролях
- Михайло Кузнецов — Фома Лукаш
- Владлен Бірюков — Іванченко
- Сергій Плотников — Сербул
- Наталія Назарова — Березовська
- Олександр Анісімов — Федір Іванович Балясний, колгоспний бригадир
- Галина Макарова — Палажка
- Любов Соколова — Степанида
- Митрофан Мамонов — секретар райкому (роль озвучив Ігор Єфімов)
- Володимир Олексієнко — Нестор
- Валерій Золотухін — Іван Хомич Лукаш, завідувач пилорами, син голови колгоспу
- Борис Аракелов — Степан
- Віра Титова — Семенова
- Віктор Чекмарьов — Назаров

## Знімальна група
- Режисер-постановник: Валерій Гур'янов
- Сценарист: Анатолій Стреляний
- Оператор-постановник: Борис Тимковський
- Композитор: Іварс Вігнерс
- Художник: Володимир Гасілов
- Звукооператор: Ірина Черняховська